# تسلط (تجارت)
"تسلط بر بازار" اصطلاحی است که به میزان تسلط یک برند، محصول، خدمات یا یک ابرشرکت در بازار گفته می‌شود که تسلط و قدرت نفوذ بالایی بر روی یکی از بخش‌های خاص بازار دارند. موقعیت برتر در بازار هم مفهوم حقوقی و هم مفهوم اقتصادی دارد و فرق این دو در مشخص کردن تسلط بر بازار بسیار مهم می‌ باشد.
غالباً یک عنصر جغرافیایی در این برتری وجود دارد که برای تشخیص آن باید میزان و وسعت محصول، برند، و شرکت اندازه‌گیری شود. روش‌های مختلفی برای اندازه‌گیری مقدار تسلط بر بازار وجود دارد. یکی از روش‌های مستقیم از طریق سهم بازار می‌باشد. درصد پوشش بازار توسط شرکت یا برند. موقعیت نزولی بین شرکت‌ها یک مورد معمول است برای مثال ممکن است که: پیشقدم و راس بازار با ۵۰٪ سهم بازار، پیشقدم بعدی ۲۵٪، بعدی ۱۲٪، بعدی ۶٪ و باقیمانده‌ها جمعاً ۷٪ از سهم بازار را بر عهده داشته باشند. سهم در بازار بهترین حالت برای نشان دادن اولویت در بازار نیست همچنین قانون ثابتی برای مشخص کردن این مقوله وجود ندارد و موارد زیر معیارهای کلی هستند.
- یک شرکت، محصول، برند یا خدماتی که بیشتر از ۶۰٪ سهم بازار را در اختیار دارند، می‌توان گفت قدرت اصلی و تسل بر بازار دارند.
- سهم بازار بین ۳۵٪ تا ۶۰٪ بدین معناست که یک قدرت در بازار محسوب می‌شوند ولی تسلط ندارند.
- سهم بازار زیر ۳۵٪ که توسط یک برند، محصول، شرکت یا سرویس اداره می‌شود صرفاً به عنوان یک شرکت رقابتی در ارکان دولتی محسوب نمی‌شود.

## تسلط در بازار های جهانی
تسلط در بازار های جهانی عملا مختص به برند های بسیار بزرگ است ، مثلا در بازار تکنولوژی موبایل ، کمپانی سامسونگ یا آیفون بیشترین سلطه گری را دارند.
بسته به میزان فروش و شهرت در کشور های مختلف یک کمپانی معمولا بزرگ یا در حال رشدِ وسیع یک بازار تحت تاثیر سلطه قرار میگیرد. به نسب سلطه از کمپانی مورد نظر بیشتر انتظار میرود که عملکرد بهتری داشته باشد و محصولات یا نتایج بهتری را ارائه دهد.
بسیار از سلطه یا مالکیت در بازار های جهانی بسته به وسعت های مالی یک کمپانی نیز میباشد مثلا کمپانی تسلا موتورز با خرید بیت کوین و گسترش خود در ارز های مختلف توانست خود را بیشتر از همیشه در بازار خودرو های جهانی تسبیت کند اما اگر یک خودرو سازی رسمی از کمتر ارزی استفاده کند ، در بازار جهانی سلطه کمتری خواهد داشت.
همچنین به میزان شراکت کشوریِ کمپانی با دیگر کشور ها نیز عاملی تایین کننده در فروش و شهرت یک برند است.
هر کمپانی که بتواند هر چقدر محصولاتی متفاوت تر ، کاربردی تر و بهتر از میانگین  جهانی ارائه کند و از این مقدار فاصله بگیرد برند و فروشنده ای موفق تر در ارائه محصولاتش خواهد بود.